# Khasi

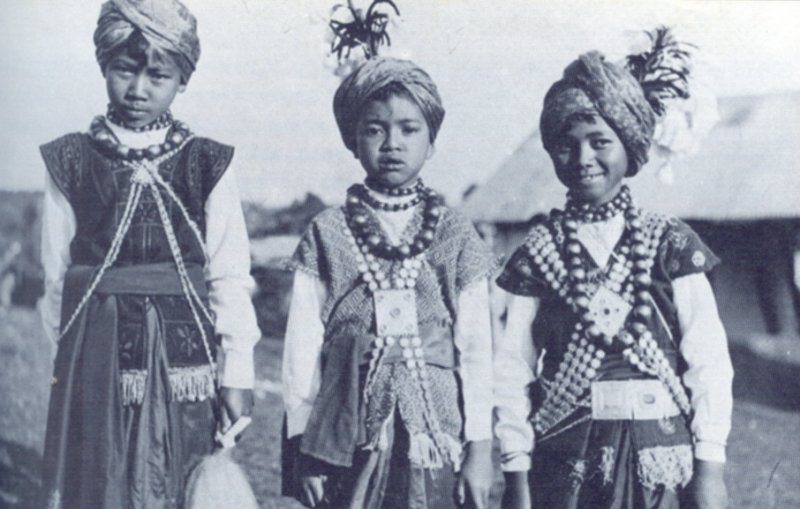
Dzieci Khasi w tradycyjnych strojach

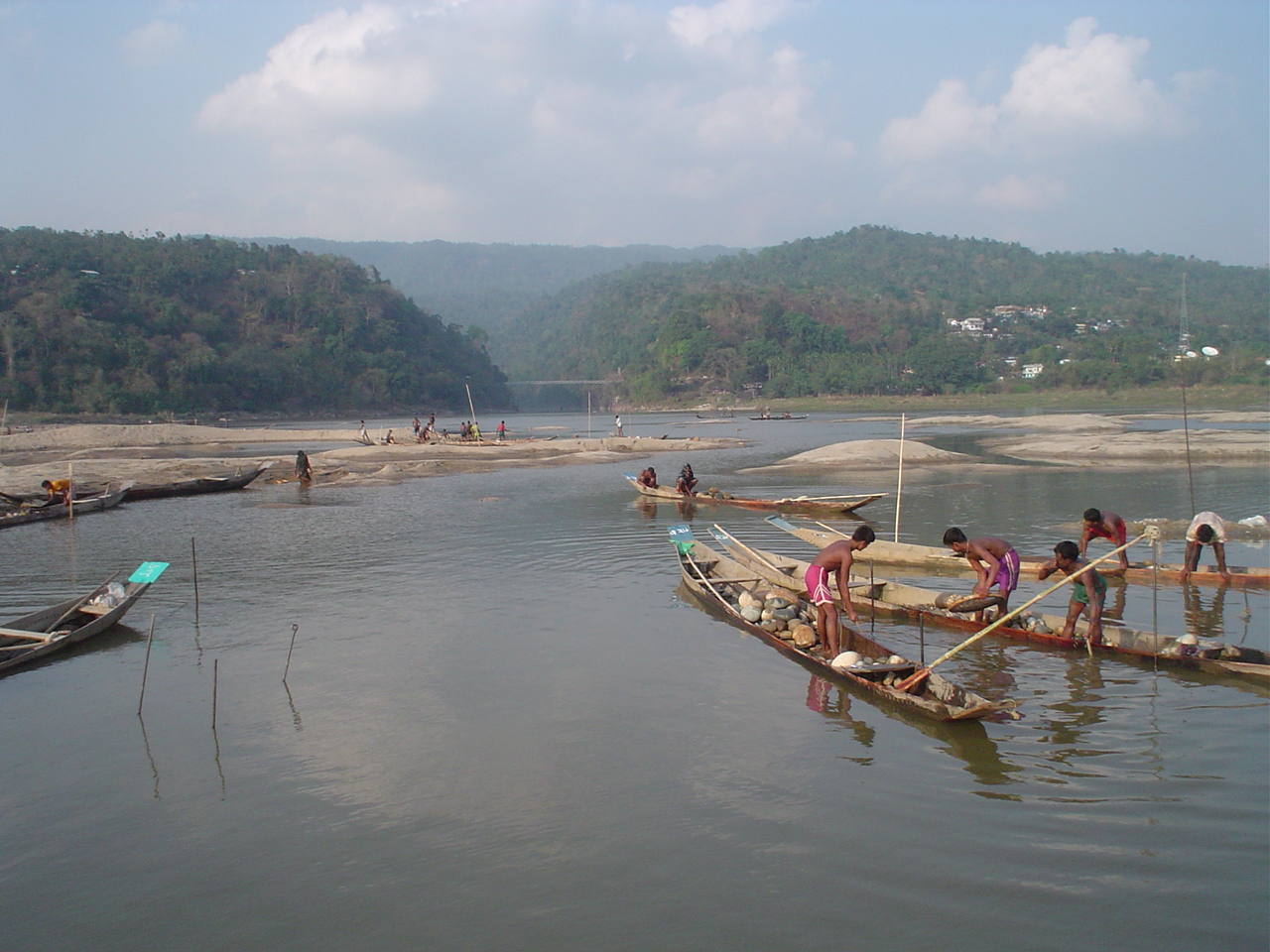
Przy pracy

Khasi – grupa etniczna w indyjskim stanie Meghalaya, posługująca się językiem khasi.

## Życie społeczne i ekonomia
Tradycyjnie Khasi znani byli jako wytwórcy wyrobów żelaznych. Utrzymują się głównie z handlu. Jako jedno z nielicznych plemion zdołali stworzyć struktury państwowe i nawiązać pokojowe stosunki z sąsiadami. W odróżnieniu od większości wspólnot indyjskich wśród Khasi zachowało się dziedziczenie matrylinearne, pozycja kobiety jest bardzo wysoka. Po ślubie mąż przenosi się do domu żony. Domem rządzi babcia (teściowa). Khasi posiadają dość rozwinięte rolnictwo, niektóre produkty są nawet eksportowane.

## Religia
W każdym domu znajduje się świątynka poświęcona przodkom, natomiast każda wieś ma własny święty gaj. Po śmierci członka rodziny, jego popioły i kości przenoszone są do wsi rodowej i składane w ossuarium. Oprócz rozwiniętego kultu przodków, obrzędy religijne nastawione są na uspokajanie potencjalnie niebezpiecznych duchów. Duchom gór i rzek składa się ofiary ze zwierząt i ptaków. Niektórzy członkowie plemienia przyjęli chrześcijaństwo.